# Elektrofil szubsztitúció
Az elektrofil szubsztitúciós reakció olyan kémiai reakció, melynek során a molekula funkciós csoportjának helyébe – amely általában, de nem mindig, hidrogénatom – egy elektrofil lép. Az aromás elektrofil szubsztitúciós reakciók az aromás vegyületek jellegzetes reakciói, ezek fontos módszerek, melyekkel funkciós csoportok vihetők benzolgyűrűre. Az elektrofil szubsztitúciós reakciók másik fő típusa az alifás elektrofil szubsztitúciós reakció.

## Aromás elektrofil szubsztitúció
Az aromás vegyületek elektrofil szubsztitúciós reakciója során az aromás gyűrűhöz kapcsolódó egyik atom – többnyire hidrogénatom – helyébe egy elektrofil lép. A legfontosabb ilyen típusú reakciók az aromás nitrálás, aromás halogénezés, aromás szulfonálás és a Friedel–Crafts-acilezés és -alkilezés.

## Alifás elektrofil szubsztitúció
Az alifás vegyületek elektrofil szubsztitúciós reakciója során egy funkciós csoport helyébe egy elektrofil lép. Ez a reakció hasonlít az alifás nukleofil szubsztitúcióhoz, csak ott a reagens nem elektrofil, hanem nukleofil. A négy lehetséges alifás elektrofil szubsztitúciós reakciómechanizmus – az SE1, SE2(front), SE2(back), SEi (Szubsztitúció Elektrofil) – hasonlít az SN1 és SN2 nukleofil reakciókhoz. Az SE1 mechanizmusnál a szubsztrátból első lépésben ionizáció révén karbanion és pozitív töltésű szerves ion keletkezik, majd a karbanion az elektrofillal gyorsan rekombinálódik. Az SE2 reakciómechanizmus egyetlen átmeneti állapoton keresztül játszódik le, amelyben mind a régi, mind az újonnan kialakuló kötés megtalálható.
Alifás elektrofil szubsztitúciós reakciók: 
- nitrozálás
- keton halogénezés
- keto-enol tautoméria
- alifás diazo kapcsolás
- karbén beékelődése C−H kötésbe
- karbonil alfa-szubsztitúciós reakciók

## Fordítás
Ez a szócikk részben vagy egészben  az   Electrophilic substitution című angol Wikipédia-szócikk ezen változatának fordításán alapul.  Az eredeti cikk szerkesztőit annak laptörténete sorolja fel. Ez a jelzés csupán a megfogalmazás eredetét és a szerzői jogokat jelzi, nem szolgál a cikkben szereplő információk forrásmegjelöléseként.